# Gaston Dumont
Gaston Dumont (24 de dezembro de 1932 — 21 de maio de 1978) foi um ciclista luxemburguês, que participou nos Jogos Olímpicos de 1956, realizados em Melbourne, Austrália.
Dumont participou na prova de estrada, mas não conseguiu terminar a corrida.